# Liste des évêques de Tacuarembó

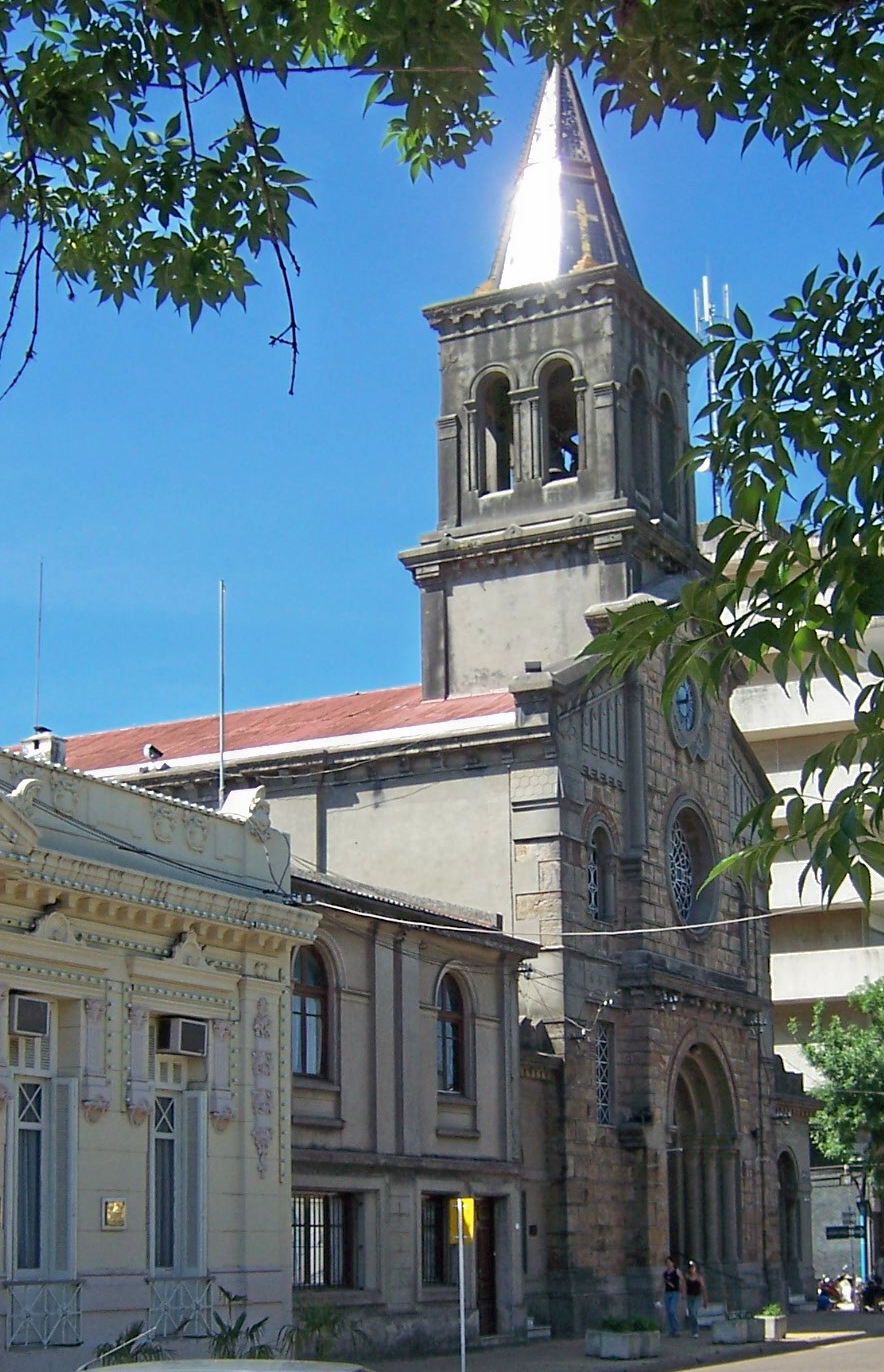
La cathédrale de saint Fructueux

Cette page présente la liste des évêques de Tacuarembó en Uruguay.
Le diocèse de Tacuarembó (lat.: Dioecesis Tacuarembiana) est un diocèse uruguayen dont le siège est à Tacuarembó. Il comprend les départements de Tacuarembó et de Rivera.
La ville de Tacuarembó est le siège d'un diocèse d'un 1960.

## Évêques de Tacuarembó duXXesiècleetXXIesiècle
- Carlos Parteli Keller † (1960 - 1966)
- Miguel Balaguer † (1966 - 1983)
- Daniel Gil Zorrilla, S.J. † (1983 - 1989)
- Julio César Bonino Bonino † (1989 - 2017)
- Pedro Ignacio Wolcan Olano, depuis le 19 juin 2018